# Menálipo
Menálipo  fue un arquitecto griego, probablemente nativo de Atenas, que en cooperación con los arquitectos romanos Cayo Estalio y Marco Estalio fue empleado por el rey Ariobarzanes II de Capadocia para restaurar el odeón de Pericles, destruido durante la primera guerra mitridática (86-85 a. C.).